# You Can't Stop Rock'n'Roll
You Can't Stop Rock'n'Roll è il secondo album in studio della heavy metal band statunitense Twisted Sister pubblicato il 27 giugno 1983 per l'Etichetta discografica Atlantic Records.

## Tracce
Testi e musiche di Dee Snider
1. The Kids Are Back  -3:16
2. Like a Knife in the Back - 3:03
3. Ride to Live, Live to Ride - 4:04
4. I Am (I'm Me)  -3:34
5. The Power and the Glory - 4:20
6. We're Gonna Make It- 3:44
7. I've Had Enough - 4:02
8. I'll Take You Alive 3:08
9. You're Not Alone (Suzette's Song)-  4:02
10. You Can't Stop Rock 'n' Roll - 4:40

### Tracce aggiunte nel Remaster (1999)
- 11. One Man Woman  -3:09
- 12. Four Barrel Heart of Love - 3:04
- 13. Feel the Power - 3:12

## Lineup
- Dee Snider - Voce
- Jay Jay French - Chitarra
- Eddie "Fingers" Ojeda Chitarra
- Mark "The Animal" Mendoza - Basso
- A.J. Pero (Anthony Jude Pero) - Batteria